# Blåmaskad bladfågel
Blåmaskad bladfågel (Chloropsis venusta) är en fågel i familjen bladfåglar inom ordningen tättingar.

## Utseende och läte
Blåmaskad bladfågel är minst av bladfåglarna och den mest mest unik fjäderdräkt. Fågeln har en satt kropp, med en relativt lång och något böjd näbb. Båda könen har blått i ansiktet och gulgrönt på buken. Hanar har även orange på bröstet och en purpurfärgad strupe. Sången består av en ljus serie toner och ett upprepat gnissligt "tsi’wee, tsi’wee". Bland lätena hörs torra "chit" och ett fräsande skallrande ljud.

## Utbredning och systematik
Fågeln förekommer enbart i bergstrakter på indonesiska ön Sumatra. Den behandlas som monotypisk, det vill säga att den inte delas in i några underarter.

## Levnadssätt
Blåmaskad bladfågel är endemisk för förbergsskogar, där den vanligen påträffas i par i trädtaket.

## Status
Blåmaskad bladfågel tros ha minskat relativt kraftigt till följd av skogsavverkningar och andra förändringar av dess levnadsmiljö. Internationella naturvårdsunionen IUCN kategoriserar därför arten som nära hotad, men noterar att eftersom den redan anses vara generellt ovanlig, parat med lokalt utdöende och hotet från insamling för burfågelindustrin, kan den placeras i en allvarligare hotkategori i framtiden.